# المقبرة الإسرائيلية بتونس
المقبرة الإسرائيلية بتونس (بالفرنسية: Cimetière israélite de Tunis)‏، نسبة لبني إسرائيل، هي مقبرة يهودية قديمة كانت تقع في قلب تونس العاصمة، قرب حي لافيات.

## التاريخ
تعتبر هذه المقبرة رمزا للتواجد اليهودي في المدينة منذ عدة قرون. كانت في البداية تقع خارج أسوار مدينة تونس العتيقة، قبل أن تتوسع المدينة الأوروبية منذ نهاية القرن التاسع عشر. تبلغ مساحة المقبرة 000 65 متر مربع وكانت ذات شكل رباعي الأضلاع، يحدها شارع روستان (شارع الحبيب ثامر حاليا) ونهج نافاران ونهج الملاحة ونهج لندن. تنقسم المقبرة إلى جزئين كبيرين، الأول مخصص لليهود التونسيين والثاني مخصص لليهود الأوروبيين (ليفورنو).

أمام عدم وجود مساحة كافية، اشترت الجالية اليهودية أرضا جديدة سنة 1894 وفتحت فيها مقبرة بورجل الجديدة سنة 1898. عند افتتاح هذه الأخيرة، أوقفت عمليات الدفن مباشرة في المقبرة الإسرائيلية رغم تواصل التردد عليه من قبل عائلات الموتى أو الحجاج الذين يأتون كل إثنين وخميس لزيارات مقابر أكابر حاخامات تونس ومن بينهم إسحاق طيب وإسحاق لمبروزو وجوشوا بيسيس وهاي طيب لو مي.

## إغلاقها
على المستوى العقاري، تم شراء الأرض من قبل سبعة أعيان من الجالية، إلا أنها لم تسجل أبدا كعقار لدى السلطات.

كانت سلطات الحماية الفرنسية تريد إغلاقها وتحويلها إلى حديقة عمومية بسبب التمدد الحضري حولها. اقترح على الجالية دفع إيجار سنوي قدره 000 50 فرنك سنة 1911 ولكن لم تكلل هذه المبادرة بالنجاح.

في 25 فبراير 1948، أعلن الرائد الرسمي للجمهورية التونسية عن طلب تسجيل المقبرة لفائدة بلدية تونس العاصمة، وذلك في إطار تفكيك وإغلاق العديد من المقابر البلدية، حيث أنه في حالة غياب التسجيل العقاري، فإن العقار يعتبر ملكا للبلدية. أكد أنذاك كبير حاخامات تونس دافيد كتورزا عن حظر إخراج الجثث، إلا في حالة نقلها إلى الأراضي المقدسة، فيما اقترح عمدة العاصمة وقتها علي البلهوان تقديم تعويضات للجالية اليهودية، لكن وفاته في 9 مايو 1958 غيرت الوضع. في 11 يونيو الموالي، استدعى العمدة الجديد أحمد زاوش كل من الحاخام الكبير كتورزا ورئيس مجلس الجالية اليهودية شارل حداد دو باز وأعلن لهم عن رفض أي حل توافقي وإعلان المصادرة الرسمية للأرض. تقرر إخراج الجثث ووضعها في صناديق، فانتظار إعادة دفنها في المقبرة الجديدة. تم إخراج عدة عشرات من الجثث، من بينها جثث كبار الحاخامات، قبل أن تتوقف أعمال الإخراج. كان لهذه الحادثة وقعا عظيما لدى الجالية اليهودية، الأمر الذي سرع في مغادرة أكثرهم. شارل حداد دو باز نشر كتابا عنوانه Juifs et Arabes au pays de Bourguiba (يهود وعرب في بلاد بورقيبة) أين كشف وسرد تفاصيل هذه الحادثة.

بعد ذلك، تم نقل رفات المدفونين إلى مقبرة بورجل أو إلى إسرائيل، بينما افتتح في أرض المقبرة القديمة حديقة الحبيب ثامر.

## مقالات ذات صلة
- مقبرة بورجل
- يهود تونس
- كنيس تونس
- المستشفى الإسرائيلي بتونس

## بيبليوغرافيا
- رافائيل أرديتي، Les épitaphes rabbiniques de l'ancien cimetière israélite de Tunis (نقوشات الأضرحة التذكارية الحاخامية للمقبرة الإسرائيلية القديمة في تونس)، المجلة التونسية، العدد 1، 1931، الصفحات 105-119 و405-411.
- رافائيل أرديتي، Les épitaphes rabbiniques de l'ancien cimetière israélite de Tunis (نقوشات الأضرحة التذكارية الحاخامية للمقبرة الإسرائيلية القديمة في تونس)، المجلة التونسية، العدد 2، 1932، الصفحات 99-111.